# Tökéletes kiszolgálás
A Tökéletes kiszolgálás (eredetileg angolul Satisfaction Guaranteed) Isaac Asimov egyik novellája, ami az Amazing Stories magazin 1951. áprilisi számában jelent meg. Magyarul a Robottörténetek című novelláskötetben olvasható.

## Történet
|  | Alább a cselekmény részletei következnek! |

2023-ban az Amerikai Robot és Gépember Rt. háztartási robotokat tesztel: Susan Calvin és Lawrence Belmont megkéri Belmont feleségét, Claire-t, hogy használja egy darabig a Tony nevű, TN–3 sorozatszámú ember alakú modellt. Claire nem örül az ötletnek, mert embernek néz ki, de végül belemegy, férje pedig (mivel túl sokat tud a robotokról, Tonyt viszont egy egyszerű emberrel akarják tesztelni) elutazik.
Claire először idegenkedve nézi a robotot, de aztán elpanaszolja neki a baját: Gladys Claffernt irigyli, aki gazdag, mindig jól öltözködik és gőgösen lenézi őt. Tony megállapítja, hogy ezen tud segíteni, ha olvas a témának megfelelő könyveket, pénzt pedig az Amerikai Robot biztosít a lakás átalakításához és új ruhák megvételéhez. Tony tehát tanul, majd Claire megveszi a hozzávalókat (a kísérlet illegális, így Tony nem hagyhatja el a házat), majd pedig a robot éjjel-nappal dolgozva szinte átépíti a házat. Tonynak az az ötlete támad, hogy Claire hívja meg Gladyst és néhány társát a házába és dicsekedjen el neki azzal. A nő így is tesz, s elérkezik a nagy nap. Tony a vendégek érkezése előtt elhúzza a függönyöket, és a vendégek szeme láttára megcsókolja Claire-t. A vendégek irigykednek rá, mivel ilyen jóképű szeretője van. Viszont miután elmentek a vendégek Claire magába zuhan.
Később Susan Calvin megállapítja, hogy a robot csak az első törvénynek engedelmeskedett, amikor megcsókolta Claire-t, hiszen a nőnek a saját kisebbségi komplexusa ártott leginkább, viszont a robotot mégis át kell alakítani, mert Claire beleszeretett.
|  | Itt a vége a cselekmény részletezésének! |

## Megjelenések

### angol nyelven
1. Amazing Stories, 1951. április
2. Earth Is Room Enough (Doubleday, 1957)
3. The Rest of the Robots (Doubleday, 1964)
4. Invasion of the Robots (Paperback Library, 1965)
5. Fantastic Stories, 1966. július
6. Eight Stories from The Rest of the Robots (Pyramid, 1966)
7. The Far Ends of Time and Earth (Doubleday, 1979)
8. The Complete Robot (Doubleday, 1982)
9. The Robot Collection (Doubleday, 1983)
10. The Complete Stories (Doubleday, 1990)

### magyar nyelven
1. Hepiend, 1989. július (Az elégedettség garantálva címmel)
2. Galaktika, 1991. szeptember (ford.: Baranyi Gyula)
3. Robottörténetek, II. kötet (Móra, 1993, ford.: Baranyi Gyula)
4. Isaac Asimov teljes Alapítvány-Birodalom-Robot Univerzuma, I. kötet (Szukits, 2001, ford.: Baranyi Gyula)

| Előző     | Sorozat                                               | Következő |
| --------- | ----------------------------------------------------- | --------- |
| Te hazug! | Robot sorozat Alapítvány–Birodalom–Robot regényciklus | Lenny     |